# Рембув (Келецький повіт)
Рембув (пол. Rembów) — село в Польщі, у гміні Ракув Келецького повіту Свентокшиського воєводства.
Населення — 275 осіб (2011).
У 1975-1998 роках село належало до Келецького воєводства.

## Демографія
Демографічна структура на день 31 березня 2011 року:
|          | Загалом | Допрацездатний вік | Працездатний вік | Постпрацездатний вік |
| -------- | ------- | ------------------ | ---------------- | -------------------- |
| Чоловіки | 152     | 46                 | 93               | 13                   |
| Жінки    | 123     | 27                 | 66               | 30                   |
| Разом    | 275     | 73                 | 159              | 43                   |